# Voiture-salon

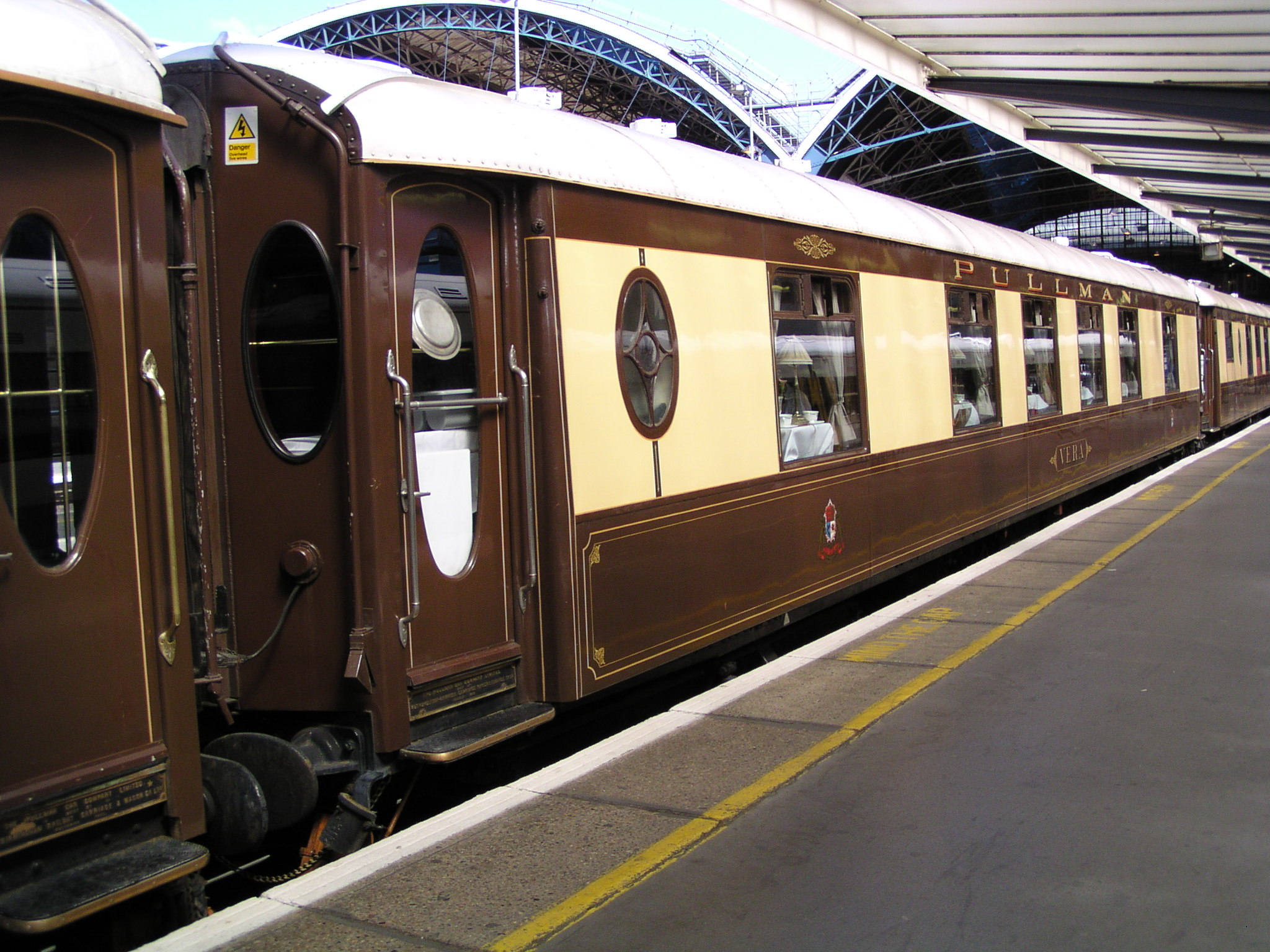
Ancienne voiture Brighton Belle Pullman à la gare de Londres Victoria, faisant partie aujourd'hui des voitures du Venise-Simplon-Orient-Express.

Une voiture-salon est une voiture de chemin de fer pour train de prestige, version diurne de la voiture-lits, offrant une prestation de confort soignée, avec restauration à la place. 

## Voitures Pullman de la CIWL
Les voitures Pullman de la CIWL proposaient, dans un cadre raffiné, des fauteuils individuels en vis-à-vis autour d'une table pour 2 avec lampe, plus un salon privé à quatre fauteuils. 
La prestation sera élargie à la deuxième classe (avec banquettes à la place des fauteuils) jusqu'en 1956 (date de réforme des classes).
Ces voitures composèrent des trains entiers ou furent le plus souvent, surtout après la seconde guerre mondiale, incorporées isolément ou en couplage (contigües à la voiture-restaurant) dans les meilleurs trains. Les dernières voitures-Pullman à circuler en France furent celles de la Flèche d'or sur Paris-Calais et du Mistral Paris-Lyon-Marseille-Nice (jusqu'en 1969) et enfin celles du Sud-Express Paris-Bordeaux-Biarritz-Hendaye/Irun (jusqu'en 1971).
- Les luxueux Trans Europ Express sont considérés comme leurs successeurs.

La décoration intérieure de la Première classe des TGV et de l'Eurostar, ainsi que la formule de Restauration à la place, s'inspirent du style Pullman.  
On dénombre 4 séries de voitures Pullman et 211 unités.

### Caractéristiques
- Mise en service : 1926
- Longueur : 23,452 m ;
- Vitesse maximale : 120 puis 140 km/h et enfin 160 km/h.
- Nombre : 211

### Utilisation et reconversion
Le contre-coup de la crise de 1929 met un frein à l'engouement pour les trains de luxe. En 1932 des trains comme la Flèche d'Or et le Côte d'Azur Pullman Express sont ouverts à la 2e classe. De nombreuses voitures Pullman avec cuisine sont transformées en voitures-restaurant.
Les services Pullman sont suspendus le 3 septembre 1939 et reprennent en 1946 en service simplifié (1 voiture ou 1 couplage).
Au fil des ans, du fait du vieillissement du matériel, la plupart des services disparaissent au profit des modernes Trans Europ Express.
Les derniers services réguliers (Paris-Irun et Milan-Rome) ont pris fin en 1971. 
Les voitures Pullman conservées restent appréciées en affrètement.

## Voitures Rheingold
Le train « Rheingold » entre Hoek van Holland et Bâle a été lancé par la Mitropa et la DRG pour contrer le train de luxe « Edelweiss » de la CIWL. 
Il propose des voitures-salon de 1re et 2e classe avec et sans cuisine, en livrée violet et crème :
- 1928 : 10 voitures de 1re classe à 28 places ou 20 avec cuisine.
- 1928 : 10 voitures de 2e classe à 43 places ou 29 avec cuisine.
- 1928 : 3 fourgons
- 1929 : 6 voitures de 2e classe à 41 places ou 29 avec cuisine.

Deux voitures de 1re classe sont transformées en deuxième classe.
- Longueur : 23,50 m
- Vitesse maximale : 140 km/h

Ce matériel sera utilisé jusqu'en 1939.
En 1961 le train est relancé par la Deutsche Bundesbahn avec du matériel moderne et notamment une voiture panoramique, la "Vista-Dôme".
Dans les années 1970, un club d'amateur de Cologne, le FEK, reconstitue une rame historique.

## Autres voitures-salons

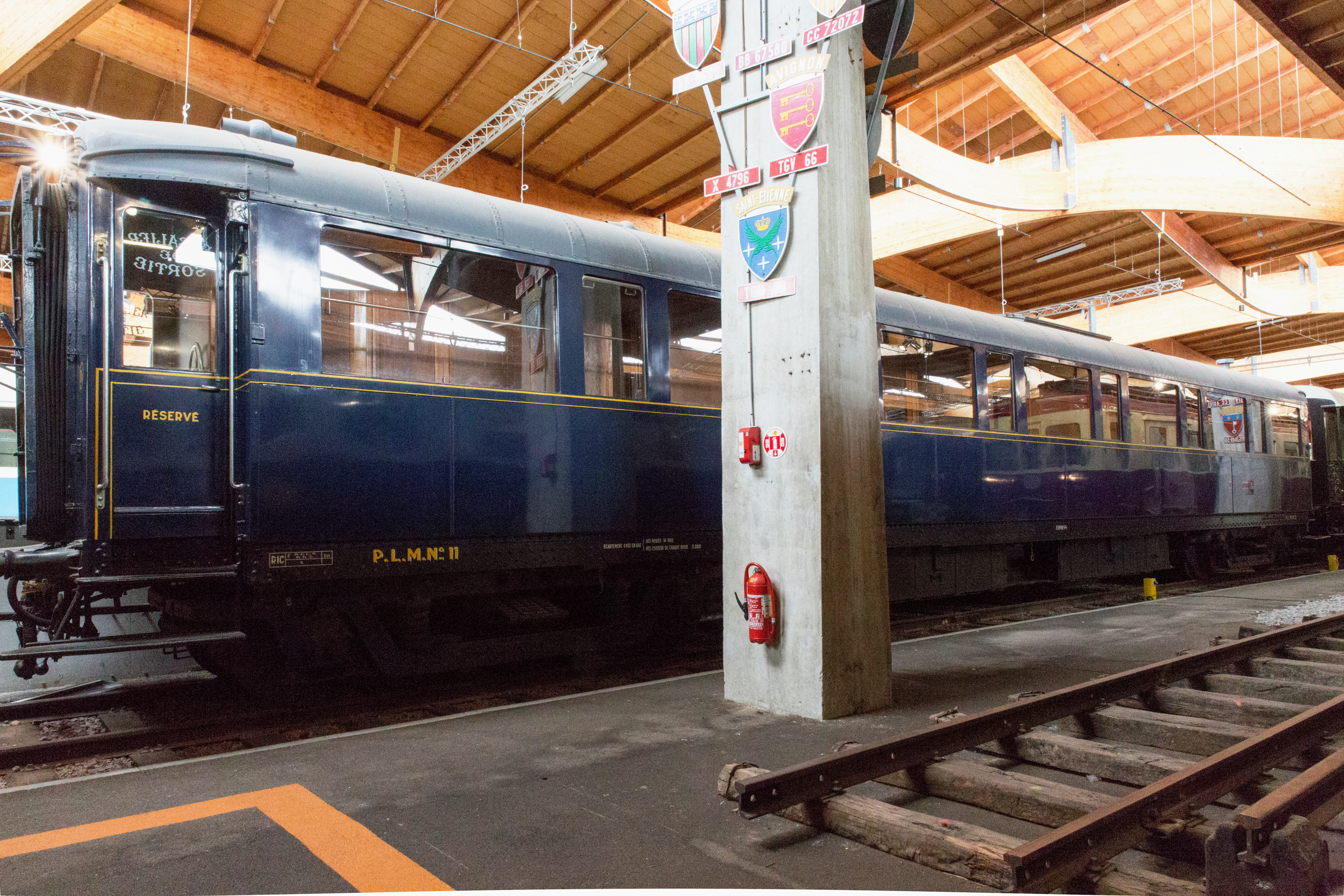
La voiture-salon no 11 du PLM à la Cité du train.

La voiture lits + salon A4LSI no 11 du PLM fait partie d'une petite série de voitures de luxe lancées en 1913 pour concurrencer les voitures de la Compagnie Internationale des Wagons-Lits. Cette voiture a notamment été utilisée par la Reine d’Angleterre lors de son voyage en France de 1938 ; elle était alors tractée par une locomotive carénée aux couleurs de la France et du Royaume-Uni.
Elle comporte :
- trois compartiments single équipés d’un canapé convertible, d'un cabinet de toilette et d’un WC privatif ;
- un salon avec une grande table, un WC privatif et une douche ;
- deux compartiments à deux lits rabattables séparés par une tablette.

Elle pouvait accueillir 15 voyageurs assis.
Après une transformation en voiture-dancing en 1972, cette voiture a été restaurée et préservée à la Cité du train.